# 蕭鑾
蕭鑾，潮州府潮阳县人，明朝政治人物、进士出身。

## 生平
宣德二年，登进士，授行人，后官至山西副使。